# الباشا (مسلسل لبناني)
الباشا مسلسل لبناني درامي عرض في 2019 والجزء الثاني في شهر رمضان بنفس العام
من كتابة رازي وردة، إخراج جورج روكز.

## قصة العمل
تجور أحداثه في العام 1912 ،في إحدى القرى الجنوبية في لبنان و يفرض الباشا سلطته ونفوذه الإقطاعي، يشلّح الفلاحين أراضيهم، ويسرق ممتلكاتهم، ويخضع الجميع لقراراته خوفًا من تعرّضهم لأي مكروه، يعجب بالفتيات، يحصل على من يودّ منهنّ لليلة غرامية، وتساعده سهى قيقانو التي تلعب دور صاحبة ملهى ليلي، ومعها أربع فتيات، يغرم الباشا بواحدة منهنّ، تؤدي دورها البطلة المغربية جيهان الخماس والتي تكون حبية ابنه فتنشأ خلافات بينهما أما في الجزء الثاني فتتغير الأحداث ويصبح الباشا رجلا صالحا يساعد الفقراء لكن ابنه الثاني يسمتد بسلطته ويفرض نفوذه على الناس وتنشأ الخلافات حقق العمل أعلى نسبة مشاهدة.[بحاجة لمصدر]

## الممثلون
- رشيد عساف: (الباشا) [2]
- أنور نور :(وحيد)
- جيهان خماس:(شوكت)
- نيكولا معوض:(أمين)
- يمنى شري:(أسيل) [3]
- رانيا عيسى
- منال طحان
- زياد صابر
- باميلا نون
- جهاد ياسين
- حسن حمدان
- سهى قيقانو
- جورج دياب
- طوني نصير
- ايلي شلهوب
- جمانه شمعون
- جويل الفرن